# 比米尼 (佛羅里達州)
比米尼（英語：Bimini）是位於美國佛羅里達州弗萊格勒縣的一個非建制地區。該地的面積和人口皆未知。

## 地理
比米尼的座標為29°28′56″N 81°21′21″W / 29.48222°N 81.35583°W，而該地的平均海拔高度為6米（即20英尺）。